# Frontera entre Guatemala i Hondures
La frontera entre Guatemala i Hondures és una frontera administrativa situada a l'est de Guatemala i al nord-oest d'Hondures. Separa els departaments guatemalencs d'Izabal, Zacapa i Chiquimula dels departaments hondurenys de Cortés, Copán, Santa Bárbara i Ocotepeque.

## Traçat
Amb una longitud de 256 km, és, al costat guatemalenc, la tercera frontera més gran després de les que separen el país de Mèxic i Belize i abans que el separa des dEl Salvador; per la part hondurenya, és la frontera més petita després de les que separen el país amb Nicaragua i amb El Salvador.

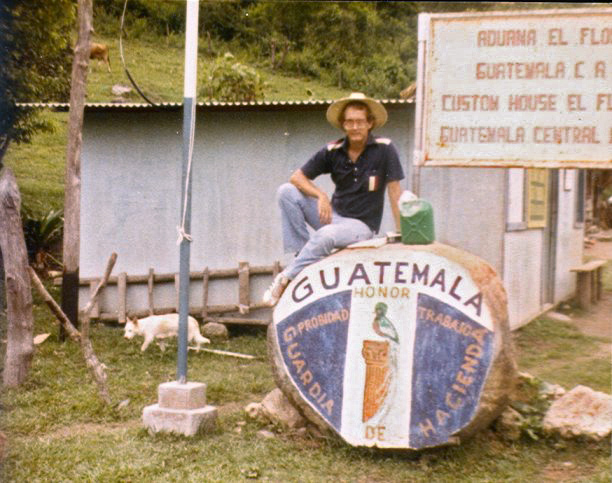
Post fronterer d'El Florido a l'entrada de Guatemala.

S'estén al llarg d'un eix nord-oest-sud-oest, des del Golf d'Hondures, fins al mar Carib a la desembocadura del Motagua, un riu que té la seva font a Guatemala i que marcarà la frontera entre els dos països durant uns quants quilòmetres. S'estén, encara en un eix nord-oest-sud-oest per la frontera que separa Guatemala d'El Salvador.

## Història
La frontera es va crear després que Guatemala i Hondures proclamessin la seva independència el 1821. Va ser confirmada pels arranjaments en 1843, 1845, 1895, 1914, i el curs actual de la frontera va estar en vigor a partir de 1933.